# Ribeirão Santo Inácio
Der Ribeirão Santo Inácio ist zusammen mit seinem Oberlauf Água da Queixada ein etwa 45 km langer linker Nebenfluss des Rio Paranapanema im Norden des brasilianischen Bundesstaats Paraná.

## Etymologie

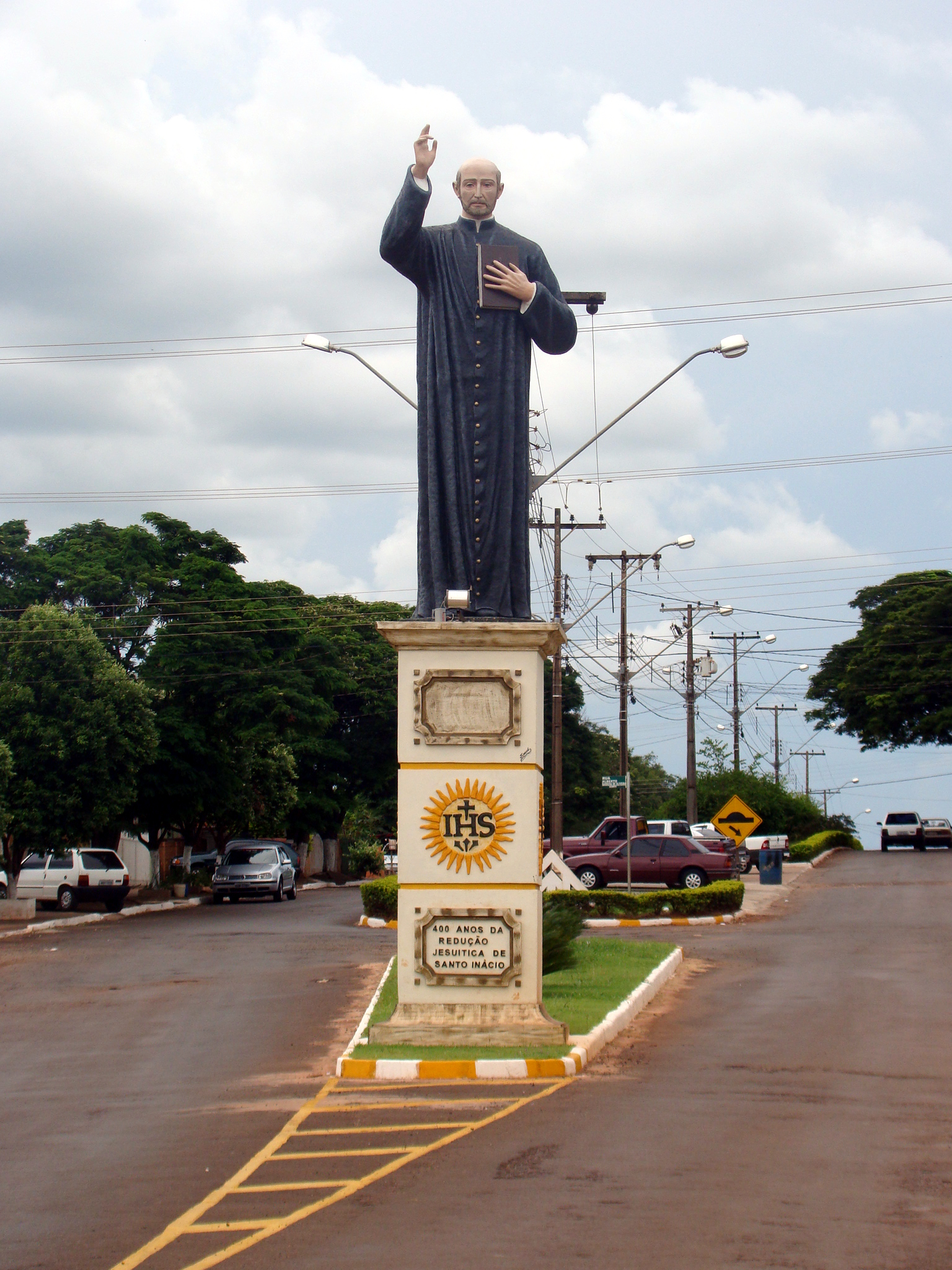
Statue des Ignatius von Loyola im Ort Santo Inácio

Der Fluss ist nach dem Gründer des Jesuitenordens Ignatius von Loyola benannt.

## Geografie

### Lage
Das Einzugsgebiet des Ribeirão Santo Inácio befindet sich auf dem Terceiro Planalto Paranaense (Dritte oder Guarapuava-Hochebene von Paraná).

### Verlauf
Das Quellgebiet der Água da Queixada liegt im Munizip Nossa Senhora das Graças auf 449 m Meereshöhe etwa 3 km westlich des Hauptorts in der Nähe der PR-542.
Der Fluss verläuft etwa 5 km in nordöstlicher Richtung bis zur PR-317. Hier wendet er sich nach Norden, bekommt den Namen Ribeirão Santo Inácio und verläuft in etwa parallel zu dieser Staatsstraße, bis er das Gebiet des Munizips Santo Inácio erreicht. Er kreuzt sich mit der PR-463 von Colorado zur Paranapanema-Brücke. Er fließt etwa 2 km westlich am Hauptort vorbei.
Er mündet auf 284 m Höhe von links in den Rio Paranapanema, der hier von der Talsperre Taquaruçu (Wasserkraftwerk Taquaruçu) aufgestaut ist. Er ist etwa 45 km lang.

### Munizipien im Einzugsgebiet
Am Ribeirão Santo Inácio liegen die zwei Munizipien Nossa Senhora das Graças und Santo Inácio.